# Синецький Брід
Синецький Брід - перевіз через річку Сіверський Донець у сучасних межах міст Лисичанськ та Сєвєродонецьк. Знаходився на шляху Бахмут-Старобільськ. На правому березі розташовано давній район Лисисичанська Рубіжне та на лівому березі селище Синецьке. Існував у декільокох сотніх метрів від сучасного пролетарського мосту.
1754 року Росія розмістила на правобережжі Сіверського Дінця сотні Депрерадовича та Шевича. 1769 року стався останній набіх кримських татар на Бахмут. Приблизно з цього часу запрацював державний перевіз Синецький Брід.
1821 року перевіз мав два пароми вміскістю до роти кожний. Як вважається назва Селецький Брід наведена у документі 1821 року містить помилку. Перевіз слугував транспортним пунктом зв’язку Катеринославської та Воронізької губерній.
На військово-топографічній мапі 1870 року показано 2 пароми у відстані декілька сотень метрів один від другого. Дорога на правому березі спускалася униз до перевозу Рубіжним яром. З початком видобутку вугілля дорогу змістили на кілька сот метрів.